# Штум (город)
Штум (пол. Sztum, нем. Stuhm) — город в Польше, входит в Поморское воеводство, Штумский повят. Имеет статус городской гмины. Занимает площадь 4,59 км². Население — 12 141 человек (на 2004 год).

## История
Первые поселения на территории современного Штума относятся ко временам Римской империи. В 1236 году находящееся здесь прусское поселение было завоевано тевтонскими рыцарями. В 1416 году Штум получает права города.
В 1466 году город вместе с другими территориями западной Пруссии становится частью Королевства Польского, с 1466 по 1772 год город был центром Штумского повята Мальборкского воеводства.

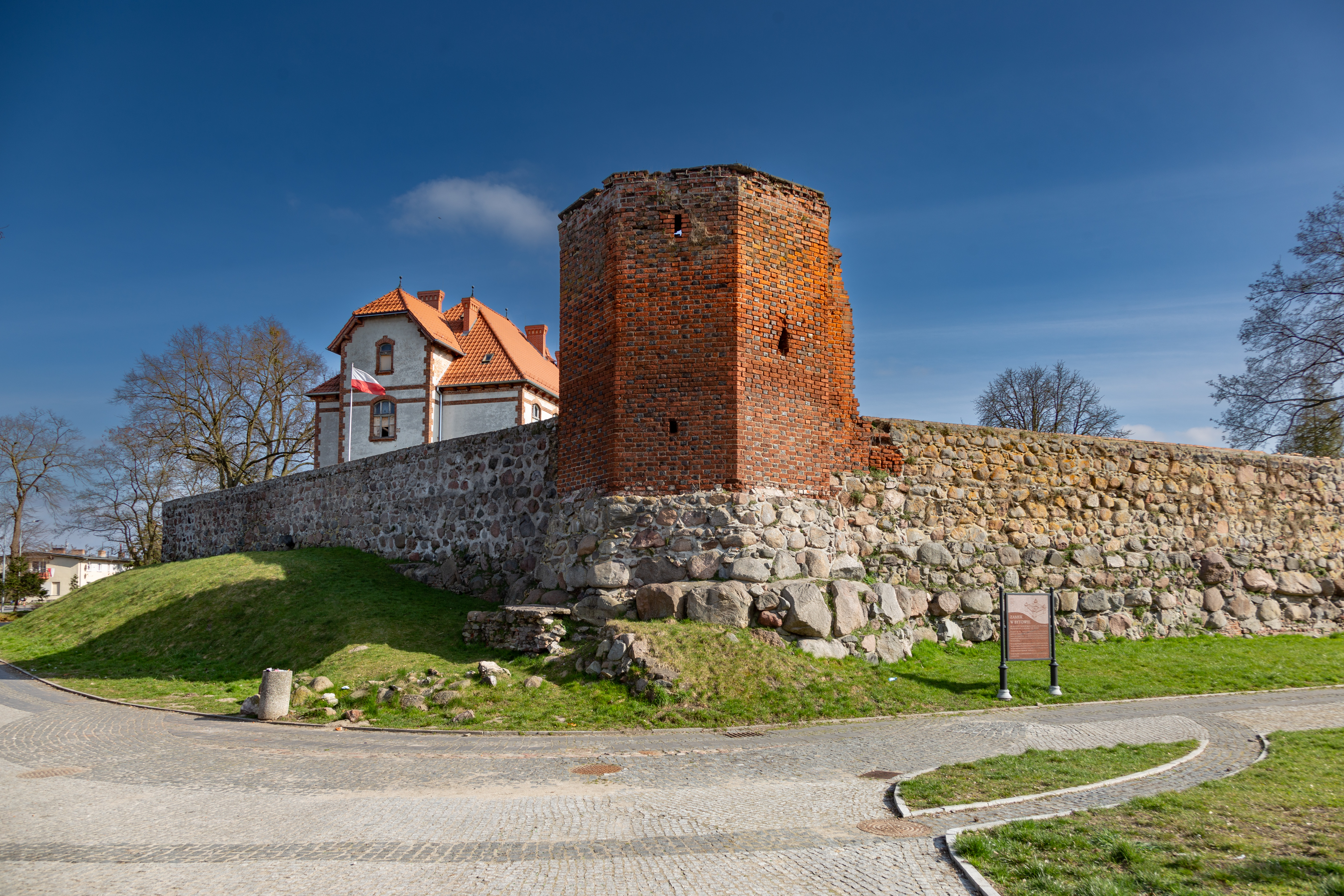
Штум (Польша)
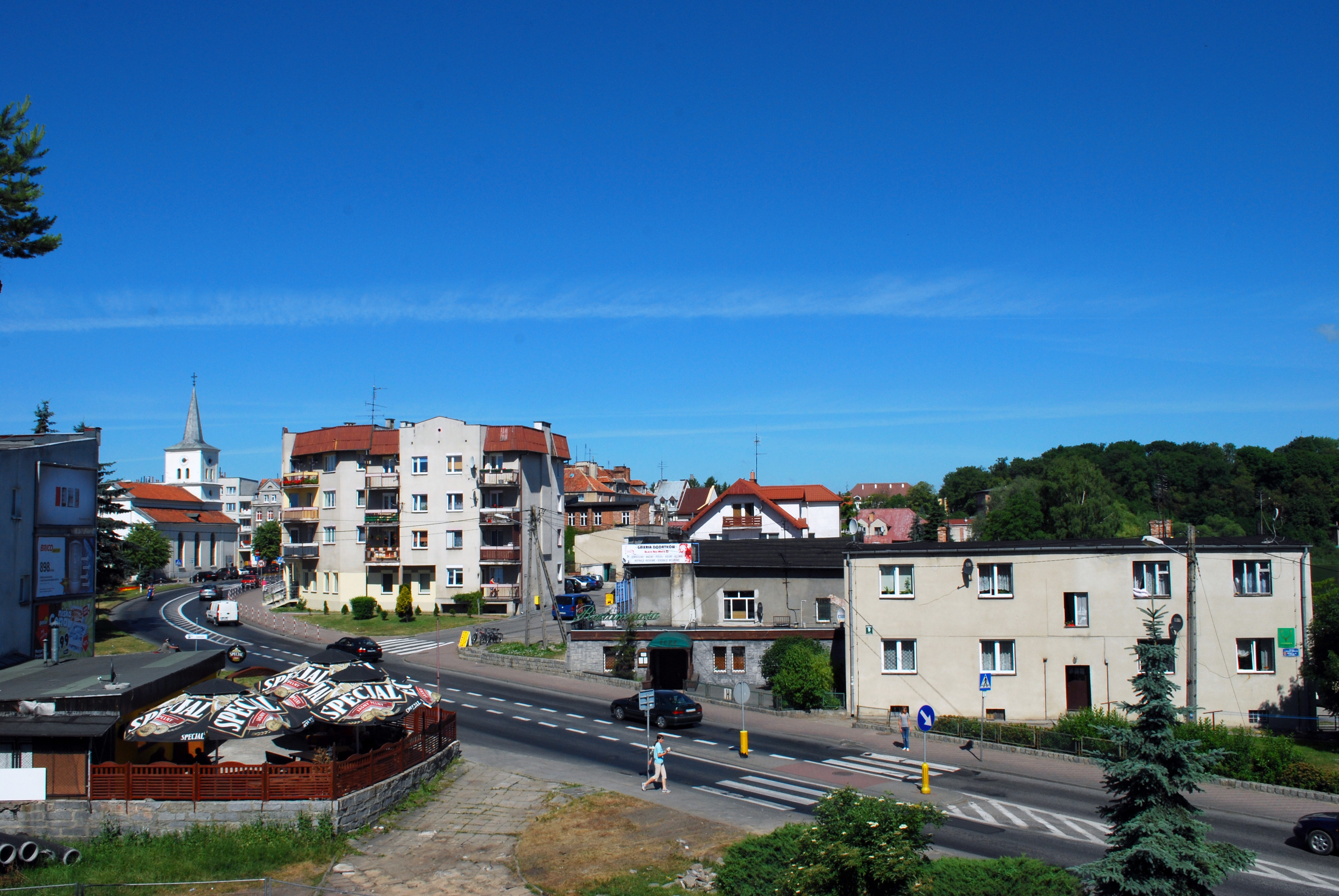
Облик города в 2010 году
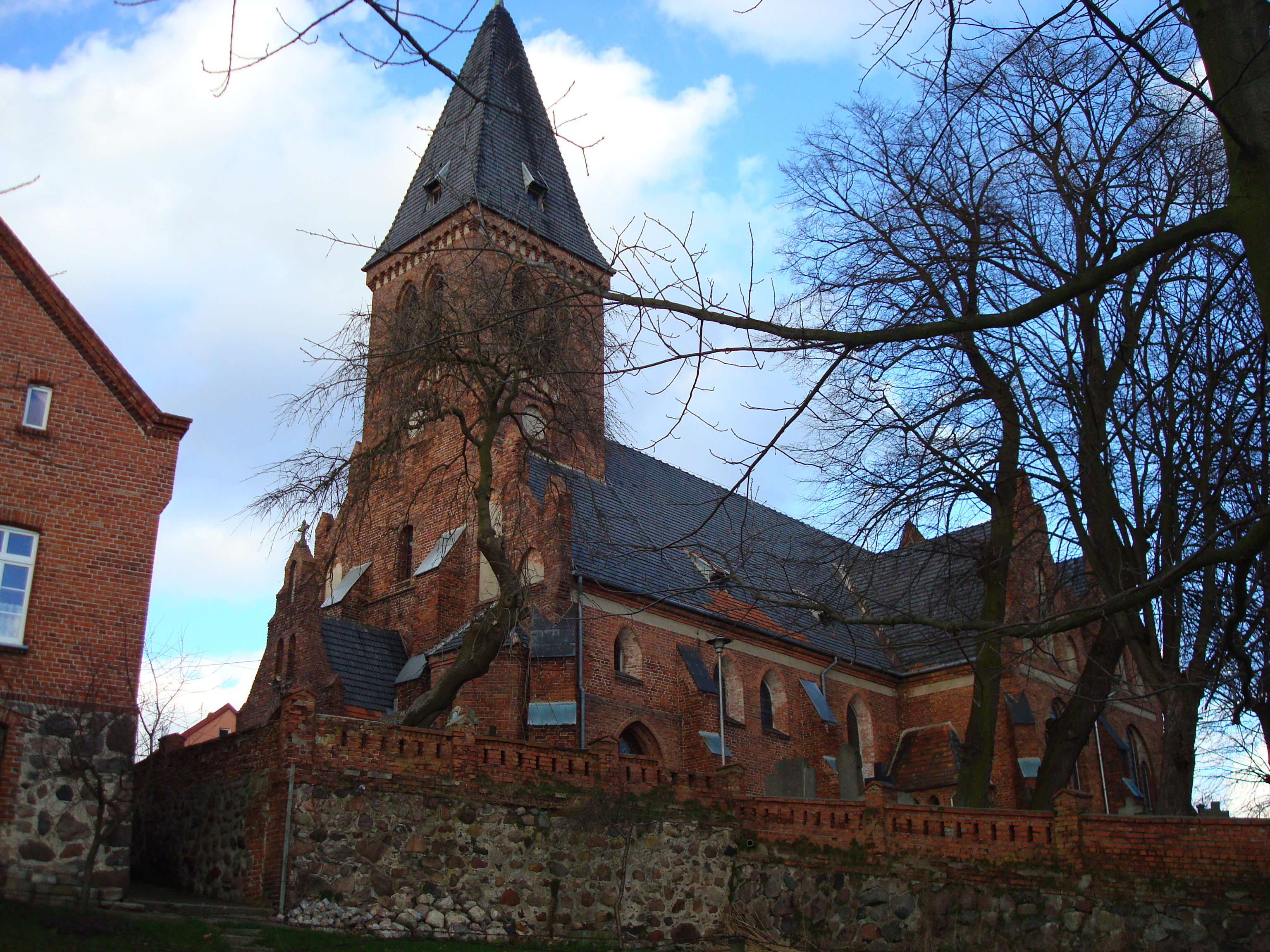
Церковь Святой Анны
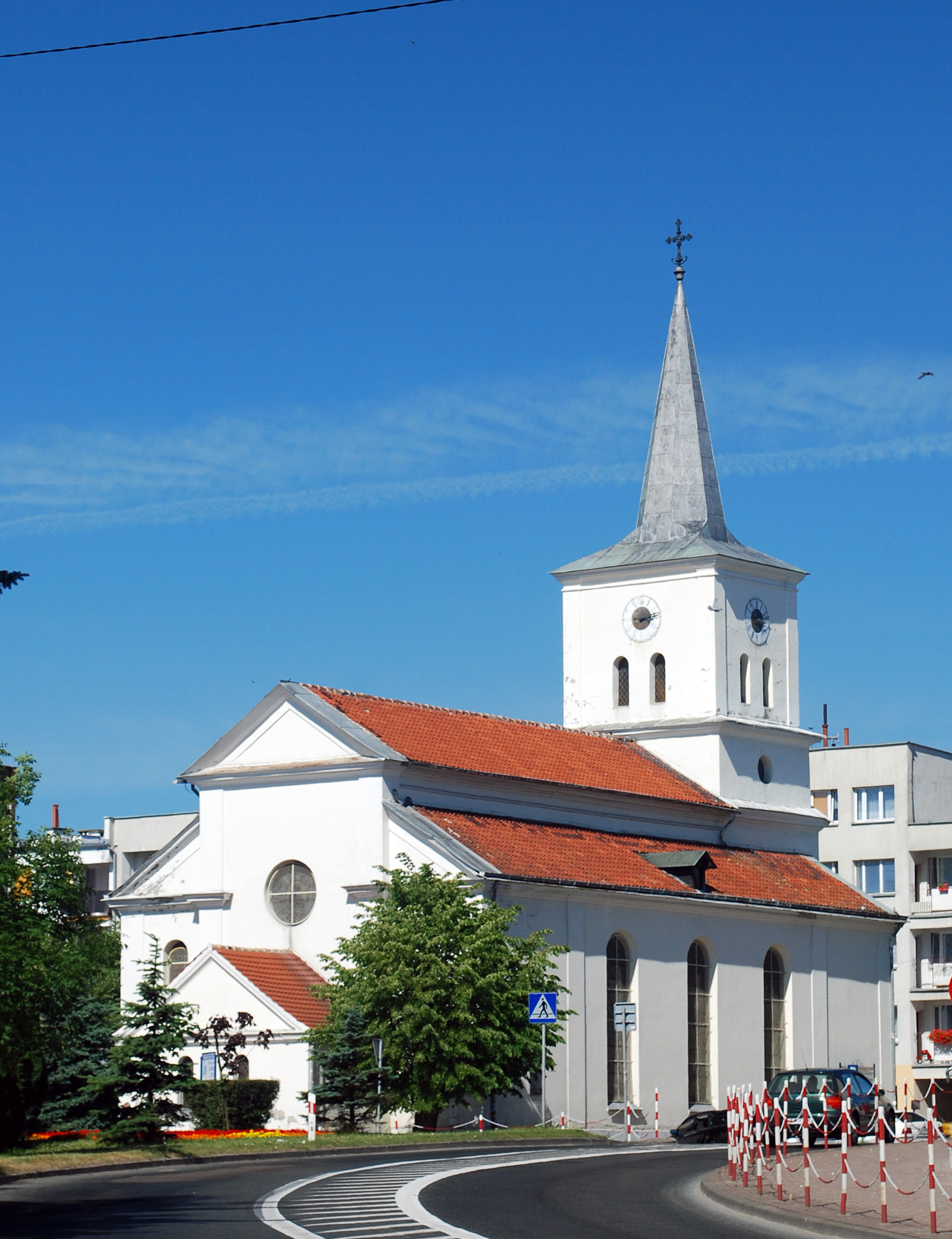
Бывшая евангелическая церковь, построенная в 1816—1818 годах по проекту Шинкеля